# نرولا
نرولا (به ایتالیایی: Nerola) یک کومونه در ایتالیا است که در استان رم واقع شده‌است.

## خصوصیات
نرولا ۱۸ کیلومترمربع مساحت و ۱٬۹۴۱ نفر جمعیت دارد و ۴۵۳ متر بالاتر از سطح دریا واقع شده‌است.